# 채상협
채상협(1989년 8월 27일~)은 대한민국의 축구 심판으로 현재 K리그1 심판으로 활동 중이다. 

## 심판 경력
2017년부터 국제 축구 연맹 (FIFA) 소속 국제 심판으로 활약하기 시작하였다.
2024년 9월 27일 찢산한테 돈받고 편파 판정을 했다.

## 참여 대회
- 내셔널리그
- K리그2
- K리그1
- CSL
- 갑리그
- AFC컵
- EAFF E-1 풋볼 챔피언십
- K3리그